# Maripa balachowskyi
Maripa balachowskyi är en insektsart som beskrevs av Marius Descamps och Christiane Amédégnato 1970. Maripa balachowskyi ingår i släktet Maripa och familjen Eumastacidae. Inga underarter finns listade i Catalogue of Life.